# EHC Team Wien
Das EHC Team Wien war eine österreichische Eishockeymannschaft aus Wien, die 2007 gegründet wurde und in der Österreichischen Nationalliga spielte.
Das Team ging aus einer Zusammenarbeit zwischen den Mannschaften Vienna Capitals, Wiener EV und drei weiteren Juniorenklubs hervor. Durch die partielle Zusammenlegung der Nachwuchsmannschaften ab der Altersklasse U17 erhofft man sich eine gezieltere Nachwuchsförderung.
In der Saison 2008/09 nahm das Team Wien nicht an der Nationalliga teil. Man versuchte gegen eine verschärfte Farmteam-Regelung vorzugehen, indem (gemeinsam mit dem zweiten Team des EC Red Bull Salzburg) die Kaution für die Teilnahme an der Nationalliga nicht hinterlegt wurde. Die Salzburger lenkten jedoch knapp vor Ablauf der Nennfrist ein und hinterlegten die Kaution. Die Wiener hatten dadurch offiziell die Nennfrist versäumt und konnten daher nicht an der Liga teilnehmen.